# Deutscher Buchhandlungspreis

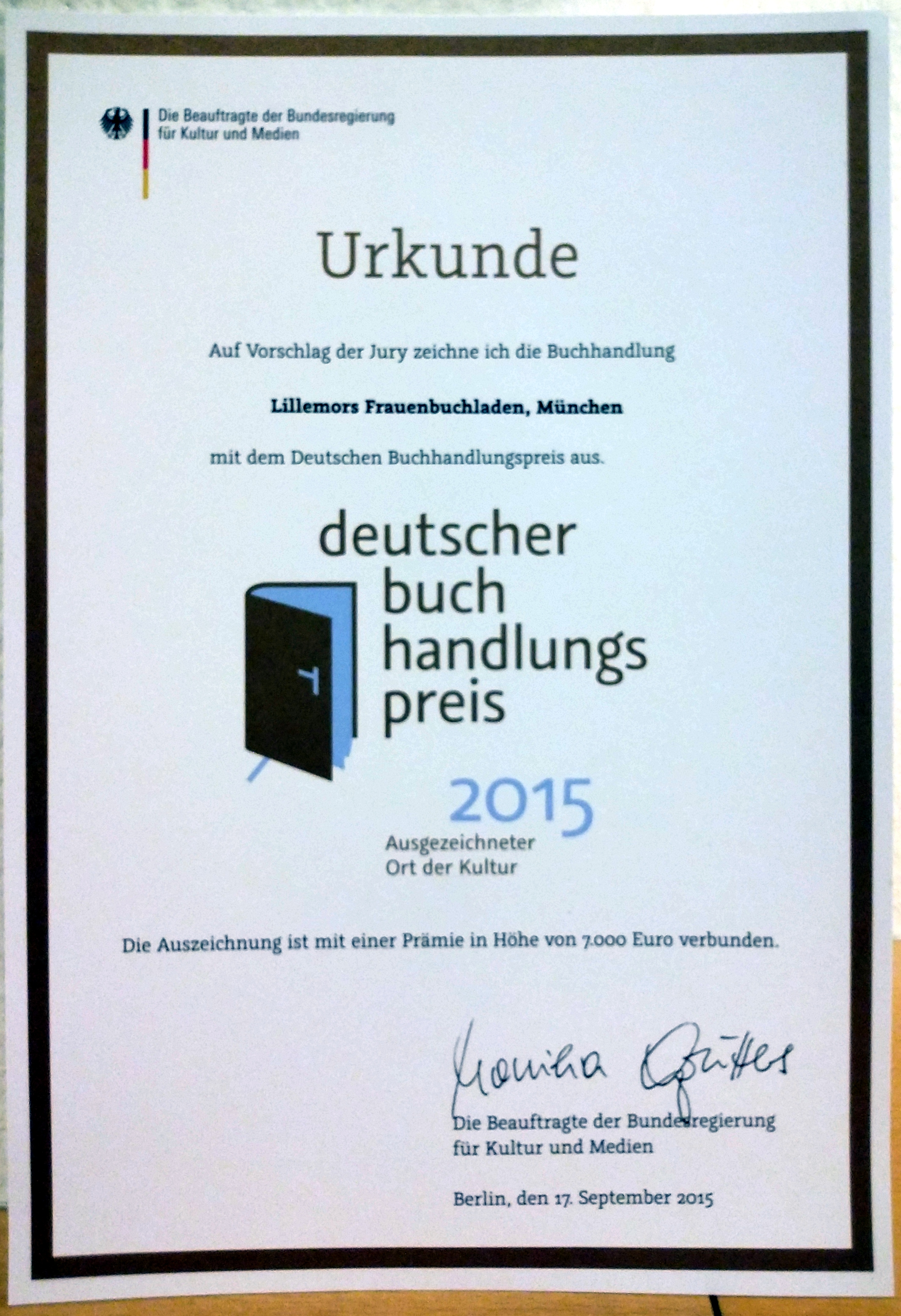
Verleihungsurkunde 2015

Der Deutsche Buchhandlungspreis ist eine Auszeichnung der Bundesregierung der Bundesrepublik Deutschland für unabhängige inhabergeführte Buchhandlungen mit Sitz in Deutschland. Ausgezeichnet werden insbesondere kleine Buchhandlungen, „die ein literarisches Sortiment oder ein kulturelles Veranstaltungsprogramm anbieten, die innovative Geschäftsmodelle verfolgen oder sich im Bereich der Lese- und Literaturförderung engagieren“. Es werden jährlich circa 100 Buchhandlungen in mehreren Kategorien ausgezeichnet.

## Geschichte
Die 2015 erstmals verliehene Auszeichnung wurde in Zusammenarbeit von Stefan Weidle von der Kurt Wolff Stiftung mit der damaligen Beauftragten der Bundesregierung für Kultur und Medien, der Staatsministerin Monika Grütters, vorbereitet. Für den Preis waren seinerzeit 108 Buchhandlungen nominiert, deren Jahresumsatz jeweils unterhalb einer Million Euro lag.

## Kategorien
Die Teilnahmebedingungen werden jährlich mit den gleichen wiederkehrenden Kategorien und ihren Dotierungen neu ausgeschrieben:

„Die dotierten Gütesiegel werden in drei Kategorien an Buchhandlungen vergeben, deren durchschnittlicher Jahresumsatz in den vergangenen drei Jahren unter einer Million Euro lag:
- Gütesiegel verbunden mit einer Prämie in Höhe von jeweils 7.000 Euro für bis zu hundert hervorragende Buchhandlungen, die mit dem Deutschen Buchhandlungspreis ausgezeichnet werden.
- Gütesiegel verbunden mit einer Prämie in Höhe von jeweils 15.000 Euro für bis zu fünf Buchhandlungen, die aus den für den Deutschen Buchhandlungspreis nominierten Buchhandlungen besonders herausragen.
- Gütesiegel verbunden mit einer Prämie in Höhe von jeweils 25.000 Euro für die drei besten der für den Deutschen Buchhandlungspreis nominierten Buchhandlungen.

Zusätzlich wird ein undotiertes Gütesiegel an bis zu zehn Buchhandlungen vergeben, deren Jahresumsatz in den vergangenen drei Jahren über einer Million Euro lag.“